# Gündoğdu, Manavgat
Gündoğdu là một thị trấn thuộc huyện Manavgat, tỉnh Antalya, Thổ Nhĩ Kỳ. Dân số thời điểm năm 2011 là 2.599 người.